# Kristokatolická církev ve Švýcarsku
Kristokatolická církev ve Švýcarsku je křesťanská církev hlásící se ke starokatolickému hnutí, jež se v 19. století distancovalo od římskokatolické církve.
Tato církev má 33 farností, 44 duchovních a v roce 2018 měla 9 184 členů. Biskupem je v současnosti Herald Rein. Biskupská katedrála je kostel svatých Petra a Pavla v Bernu. V Bernu se taktéž nachází i starokatolická teologická fakulta na místní univerzitě. Jáhenské i kněžské svěcení je udělováno taktéž ženám a církev se otevřeně staví k partnerstvím stejného pohlaví.